# Андре, Эдгар
Эдгар Йозеф Андре (нем. Edgar Josef André, встречается также нем. Etkar Josef Andréé 17 января 1894, Ахен — 4 ноября 1936, Гамбург) — видный деятель Коммунистической партии Германии, друг и соратник Эрнста Тельмана. Руководитель Гамбургского союза красных фронтовиков, антифашист.

## Ранние годы
Родился в Ахене, в еврейской семье рабочих. Когда ему исполнилось пять лет, умер отец, а мать была тяжело больна и была вынуждена одна воспитывать троих детей. Родственники из Бельгии ненадолго взяли детей к себе в Льеж, а затем отдали в детский дом. После окончания школы Эдгар начал подрабатывать в книжном магазине, где познакомился с политической литературой.

## Партийная деятельность
В 1911 году Эдгар присоединяется к Рабочей партии Бельгии, в которой через два года становится секретарем Союза социалистической рабочей молодёжи в Брюсселе. В 1914 году он принимает участие в партийном конгрессе Рабочей партии Бельгии. Во время первой мировой войны Эдгар отправляется волонтером в Рейнскую область, где в конце 1918 года заканчивает войну в плену у французов. После возвращения в Германию он отправляется в Кобленц, где присоединяется к Союзу социалистической рабочей молодёжи и СДПГ. В 1922 году Андре переезжает в Гамбург, где принимает участие в сооружении верфи, а также становится членом Альянса строительных рабочих, а позднее — Альянса транспортных рабочих.
В период Великой депрессии, которая очень сильно ударила по Германии, в том числе из-за репараций, предусмотренных Версальским договором, Андре начинает критиковать позицию СДПГ, а в итоге выходит из партии. 1 января 1923 года он становится членом Коммунистической партии Германии. В ней он знакомится с Эрнстом Тельманом и становится его близким другом. В 1926—1930 годах в Гамбурге Андре руководит одной из ячеек КПГ и становится известным политиком, защищающим интересы рабочих. Также объединяет безработных и руководит отделением полувоенной организации Союз красных фронтовиков (1924—1929). С 1931 года учится в партийной школе КПГ и становится активным членом Международного Союза моряков и портовых рабочих, занимается пропагандой, посещает Бельгию и Францию. В этом ему помогает знание французского языка.

## Арест и смерть
После поджога Рейхстага и захвата власти Гитлером, 5 марта 1933 года Эдгар Андре был арестован. В тюрьме он провёл 3,5 года, подвергался пыткам. После этого он мог передвигаться только на костылях и потерял слух. 4 мая 1936 года в Гамбурге начался суд над ним, Андре обвинялся в убийствах, попытках убийства, а также преступлениях против общества, однако прокурор не мог привести достаточных доказательств. Однако, несмотря на это, Андре был приговорен к смертной казни, на этом настаивал Гитлер. 10 июля 1936 года именно такой приговор и был вынесен.
Власти игнорировали международную поддержку Эдгара Андре, и 4 ноября 1936 года он был обезглавлен. Через несколько часов 5000 заключенных тюрьмы Fuhlsbüttel устроили забастовку в связи с его казнью.
Немного позднее, в период гражданской войны в Испании, первый батальон международной франко-бельгийской бригады стал называться «Батальон имени Эдгара Андре».